# Komunitní energetika
Komunitní energetika je systém výroby energie prostřednictvím obnovitelných zdrojů vlastněných skupinou občanů, obcí nebo dalších komunit. Komunitní obnovitelné zdroje fungují na zcela odlišném principu než běžné elektrárny vedené komerčními firmami.
Smyslem komunitní energetiky není finanční zisk, tak jako to má řada komerčních subjektů působících v oblasti energetiky. Hlavním smyslem je poskytování environmentálních, sociálních a ekonomických služeb místní komunitě, obci nebo jinému společenství vlastníků. Komunitní elektrárny jsou ve vlastnictví a správě místních lidí, obcí, farmářů, zemědělců nebo sousedů.

## Principy komunitní energetiky

#### Demokratizace
Komunitní energetika se vyznačuje tím, že elektrárny jsou ve vlastnictví lidí, kteří demokraticky rozhodují o její správě a rozvoji. Lidé se organizují v rámci tzv. energetických společenstvích nebo energetických družstvech, podílejí se na výstavbě nových obnovitelných zdrojů energie a vyrobenou energii mezi sebou lokálně sdílejí a spotřebovávají, případně ji prodávají a zisky si částečně rozdělují např. dle investovaných podílů, ale především dále investují do místního rozvoje.

#### Decentralizace
Díky decentralizaci energetiky se mohou do výroby a sdílení elektřiny zapojit tisíce obcí a komunit. Soustava pro přenos elektrické energie tak nemusí být silně centralizovaná, závislá na několika hlavních, zejména fosilních, zdrojích. Na výrobě elektřiny se tak podílejí stovky energetických komunit. Energetická společenství představují nedílnou součást nového energetického systému založeného na lokální výrobě a spotřebě energie z obnovitelných zdrojů.

#### Dekarbonizace
Dekarbonizací se rozumí zbavení naší energetiky fosilních paliv tak, abychom přešli na nízkoemisní nebo bezemisní obnovitelné zdroje.

#### Digitalizace
Efektivní fungování komunitní energetiky usnadňují nové technologie, které umožňují oboustrannou komunikaci mezi výrobcem a spotřebitelem prostřednictvím chytré sítě (smart grid) a díky tomu řídí optimalizaci spotřeby.

## Historie komunitní energetiky
Projekty komunitní energetiky, na jejichž počátku stáli v 70. letech environmentálně orientovaní nadšenci a do kterých se zapojovaly tisíce místních, začaly vznikat v Dánsku, Švédsku nebo Německu. V té době ještě bez sebemenšího zájmu velkých energetických společností (roli sehrál i fakt, že technologie obnovitelných zdrojů v té době teprve začínaly a v porovnání s klasickými elektrárnami šlo o „drobné“).
Scéna kolem komunitní energetiky se postupně začala profesionalizovat, vznikaly další a větší projekty, národní asociace nebo orientace na další energetické služby, kdy k výrobě energie přibyla e-mobilita, energetické úspory v podobě zateplování budov nebo distribuce elektřiny či tepla. V posledních letech však dochází k posunu a hledají se jiné, více tržně orientované systémy podpory obnovitelných zdrojů, např. aukce.

## Situace v EU a ČR

### EU
Sektor komunitní energetiky se zatím speciálně nesleduje, minimálně ne na evropské úrovni. Existují však národní údaje, např. z Německa – vývoj počtu energetických družstev nebo typ vlastníků OZE. Německo má podobná data i proto, že kromě masivní podpory rozvoje obnovitelných zdrojů energií (Energiewende) má v zemi družstevní model podnikání silnou historickou pozici.
Nejvýznamnější evropskou asociací pro komunitní energetiku je REScoop (Evropská federace energetických družstev). Na jejím webu lze mimo jiné dohledat seznam jejich 1900 energetických družstev z 12 evropských zemí zastupujících 1,25 mil. členů. Z Česka je členem REScoop zatím pouze Unie komunitní energetiky, kterou i považují zástupci REScoop za best practice v prosazování legislativních pravidel a šíření know-how v realizaci energetických společenství.

### ČR
Stát zatím nevytvořil legislativní prostředí pro vznik energetických komunit, i když mu to ukládá evropská legislativa. Dvě směrnice, které mají za cíl komunitní energetiku včlenit do českého právního řádu, stále nejsou implementovány. Za to Česku hrozí pokuta od Evropské komise. Novela energetického zákona, která upravuje komunitní energetiku byla ale již 1. 12. 2023 schválena Poslaneckou sněmovnou. Schválení novely energetického zákona se předpokládá do konce roku 2023. Vytvářet energetická společenství by pak bylo možné od 1. 1. 2024 a sdílet elektřinu od 1. 7. 2024. Oproti tomu vyhláška ERÚ o trhu s elektřinou, která umožnila sdílení energie v bytových domech bez nutnosti sjednocení odběrného místa, platí od začátku roku 2023. Unie komunitní energetiky pro sdílení elektřiny bytových domech již v dubnu 2023 vytvořila manuál, který poskytuje zdarma ke stažení.

Obálka manuálu Jak na společnou FVE v bytovém domě

Praxe však předbíhá legislativu a v Česku již vzniká řada obecních projektů i bez účinné legislativy. V ČR je aktuálně zhruba 160 obcí, které využívají k výrobě elektřiny i tepla obnovitelné zdroje a fungují na principech komunitní energetiky. Patří mezi ně například Litultovice, Mikolajice, Litoměřice, Chrudim, Kněžice, Zlín, Prosiměřice, Dolní Bojanovice, Ludgeřovice. V červnu 2023 spustilo svůj projekt energetického družstva také Hnutí DUHA, do kterého se mohou zapojit všichni občané
Důležitost komunitní energetiky vyzdvihují nové iniciativy a nevládní organizace, které apelují na rozvoj komunitní energetiky v ČR. Například veřejná kampaň Venkov v balíku nevládní organizace Hnutí DUHA se snaží o urychlení rozvoje komunitní energetiky, apeluje na politiky, aby vytvořili stabilní a předvídatelné prostředí pro její rozvoj. Kampaň Venkov v balíku ukazuje obce, které dlouhodobě využívají obnovitelné zdroje a jsou tak díky nim energeticky soběstačnější a nezávislejší. Obce tak například šetří obecní náklady, zvyšují si úspory a podporují vznik lokálních pracovních míst.

#### Potenciál komunitní energetiky v ČR
Studii potenciálu obcí a bytových domů zpracovala společnost EGÚ Brno v roce 2021. Technický potenciál instalovaného výkonu solárních elektráren v obcích a na bytových domech přesahuje 4 GW, což představuje téměř dvojnásobek všech současných fotovoltaických zdrojů. Potenciál výroby větrných a solárních elektráren v obcích by dokázalo pokrýt až 79 % spotřeby domácností.

### Organizace, které podporují komunitní energetiku v Česku i v zahraničí
V březnu roku 2022 vznikla také první zájmová organizace Unie komunitní energetiky, která se věnuje systematickému prosazování tohoto tématu v Česku. Založily ji společně expertní organizace Frank Bold a Hnutí DUHA, na strategickém řízení Unie se dále podílejí Národní síť Místních akčních skupin, Asociace developerů a Sdružení místních samospráv ČR. Dílčím cílem UKEN je také osvěta odborné i široké veřejnosti, za tím účelem tvoří články a návody, které pomáhají tvořit projekty v praxi. V září 2022 vydala návod Jak na solární elektrárny v obci a v dubnu 2023 manuál Jak na společnou fotovoltaiku u bytových domů.
Největší evropskou organizací, která se soustředí na rozvoj komunitní energetiky je REScoop. Jedná se o federaci energetických společenství s členskou základnou čítající již 1 900 organizací, které dohromady reprezentují 1 250 000 občanů.
V Německu energetická společenství sdružuje organizace BBEn (Bündnis Bürgerenergie e. V.).